# Kokosbrood
Kokosbrood is een type broodbeleg, met als hoofdbestanddeel kokos. De gesneden plakjes kunnen op een boterham gelegd worden of worden gegeten als tussendoortje.

## Ingrediënten
De ingrediënten zijn doorgaans:
- kokos
- glucose
- glutenvrij tarwezetmeel
- glucosestroop
- suiker
- gelatine (rund)
- Natuurlijke aroma's

Kokosbrood is glutenvrij, heeft een laag zoutgehalte en bevat geen conserveringsmiddelen. 

Kokosbrood is in verschillende smaken te koop, ieder met een eigen kleur zoals wit, roze, geel en bruin.
Het witte kokosbrood heeft de natuurlijke kleur (van kokos). In de roze variant wordt natuurlijk karmijnzuur gebruikt als kleurstof, in de gele wordt curcumine of luteïne gebruikt. In het bruine kokosbrood zit cacao.

## Productieproces
Kokosbrood wordt gemaakt door suiker te smelten, hier wordt tarwezetmeel en geleermiddel aan toegevoegd, en gemalen kokos. Dit wordt vervolgens gekoeld, en in plakken gesneden. Van nature is de kleur wit en smaakt het naar kokos. Door kleur- en/of smaakstoffen toe te voegen worden varianten geproduceerd.

## Geschiedenis
Over het ontstaan van kokosbrood zijn verschillende theorieën. Waarschijnlijk is er tijdens de Europese kolonisatie gedroogde kokos uit Indonesië naar Nederland gekomen. Kokosbrood is vervolgens ontstaan door deze gedroogde kokos te mengen met brooddeeg en suiker.
In 1954 is door de familie Theunisse een suikerwerkfabriek opgericht die zich later volledig heeft gericht op de productie van kokosbrood toen de populariteit hiervan toenam. De fabriek staat nog steeds in Harderwijk.